# Мост Йондо
Мост Йондо (кор. 영도대교 Йондо-тэгё также кор. 영도다리 Йондо-тари) — разводной мост, соединяющий районы Йондогу и Чунку города-метрополии Пусан, Республика Корея. Это первый и единственный разводной мост в стране и один из символов Пусана. В ноябре 2006 года был внесен в список культурных ценностей Пусана.

## История
Мост был построен в 1931—1934 гг. в период японской оккупации и заменил существовавшую ранее паромную переправу. Из-за интенсивного судоходства мост сделан разводным.
В феврале 1935 г. по мосту проложили линию трамвая, которая действовала до 1967 года. В 1966 году из-за износа механизмов и прокладки водопроводных труб мост перестал разводиться.
Первоначально мост назывался Пусанским, однако в 1980 г. после открытия нового моста, официальное название было изменено на Йондо-тэгё.
В 2009—2013 годах проведена реконструкция. Мост был расширен до 25,3 м, уровень проезжей части был немного поднят для увеличения подмостового габарита. При этом общий внешний вид моста был сохранен, отреставрированы перила и фонари. Работы, стоимость которых составила 110 млрд. вон, профинансировала девелоперская компания Lotte. Открытие моста состоялось 27 ноября 2013 года.

## Конструкция
Мост девятипролётный разводной стальной. Стационарные пролёты — балочные неразрезные. Разводной пролëт длиной 31,3 м перекрыт однокрылым пролётным строением откатно-раскрывающийся системы (системы Шерцера). Максимальный проектный угол раскрытия крыла 75º. Вес разводного пролёта – 590 т. Опоры монолитные железобетонные. Общая длина моста составляет 214,8 м, ширина — 25,3 м.
Мост предназначен для движения автотранспорта и пешеходов. Проезжая часть включает в себя 6 полос для движения автотранспорта. Тротуары отделены от проезжей части металлическим ограждением. Перильное ограждение металлическое, завершается на устоях каменными парапетами. На устоях устроены лестничные сходы на набережные.